# Balthasar König
Balthasar König (* 18. Juni 1684 in Ingolstadt; † 16. Dezember 1756 in Menden (Sauerland)) war ein deutscher Orgelbauer.

## Leben
Sein Vater Johann König (1639–1691) war Orgelbauer in Ingolstadt. Nach dem Tod des Vaters übernahm der ältere Sohn Caspar (* 1675) die väterliche Werkstatt. Balthasar König besuchte offensichtlich vom siebten bis 15. Lebensjahr das Ingolstädter Jesuitengymnasium und erlernte sein handwerkliches Geschick in der Werkstatt des Bruders. Vermutlich um 1703 verließ er Ingolstadt, um als Geselle auf Wanderschaft zu gehen. Wo er seine weitere Ausbildung erhielt, ist nicht bekannt. Sein Baustil weist allerdings nur wenige Merkmale seiner bayerischen Heimat auf. Da er sich weitgehend dem rheinischen Orgelstil angepasst hat, scheint er seine prägende Ausbildung auch in diesem Raum erhalten zu haben. 1711, im Alter von 27 Jahren, gründete er seine Werkstatt in Münstereifel, wo er 1716 das Bürgerrecht erhielt. Im gleichen Jahr heiratete er am 24. Juli Maria Barbara Berchrat (1698–1741). 1735 verlegte er seine Werkstatt nach Köln und zog mit seiner Frau und acht Kindern in die Breite Straße. Die Reparaturen der Kölner Domorgel in den Jahren 1746 bis 1751 brachten ihm den Titel eines Domorgelmachers ein. Beim Aufbau seiner Orgel in Menden starb Balthasar König und wurde dort wohl auch begraben.
Nach seinem Tod übernahm sein Sohn Johann Nikolaus König (1729–1775) das väterliche Geschäft. Der älteste Sohn Christian Ludwig König (1717–1789) eröffnete 1756 seine eigene Werkstatt in Köln und arbeitete in Köln, am Niederrhein und in den Niederlanden. Auch sein Sohn Johann Kaspar Joseph (1726–1763) wurde Orgelbauer. Die Werkstatt in Münstereifel wurde 1738 durch Balthasar Königs Schwiegersohn Johann Odendahl aus Dernau weitergeführt.

## Werkliste
Die Größe der Instrumente wird in der fünften Spalte durch die Anzahl der Manuale und die Anzahl der klingenden Register in der sechsten Spalte angezeigt. Ein großes „P“ steht für ein selbstständiges Pedal, ein kleines „p“ für ein angehängtes Pedal.
| Jahr      | Ort                           | Gebäude                    | Bild | Manuale | Register | Bemerkungen |
| --------- | ----------------------------- | -------------------------- | ---- | ------- | -------- | --- |
| 1715      | Niederehe (Vulkaneifel)       | Pfarrkirche St. Leodegar   |      | I/P     | 13       | Pedal umfasst nur eine Oktave; älteste Barockorgel in Rheinland-Pfalz; die Niedereher Orgel ist die einzige, die Königs Urheberschaft per Inschrift am Gehäuse ausweist. |
| 1715      | Heinsberg                     | St. Gangolph               |      | II/P    | 25       | 1866 ersetzt |
| 1717–1726 | Ahrweiler                     | St. Laurentius             |      | II/P    | 24       | unter Einbeziehung eines Großteils älterer Pfeifen; Gehäuse von Georg Hondt erhalten                                                                                     |
| 1727      | Kloster Steinfeld (Nordeifel) | St. Potentinus             |      | III/P   | 29       | Zuschreibung; unter Einbeziehung älterer Pfeifen; 1981 durch Weimbs nach ursprünglichem Zustand restauriert                                                              |
| 1738      | Beilstein (Mosel)             | Karmeliterkirche St. Josef |      | II/P    | 21       | Zuschreibung; restauriert 2001/02 → Orgel |
| 1739      | Rachtig                       | St. Marien                 |      |         |          | Zuschreibung |
| 1740      | Köln                          | Mariä Himmelfahrt          |      | III/P   | 30       | nicht erhalten |
| 1742      | Anrath                        | St. Johannes               |      |         |          | nicht erhalten |
| um 1750   | Marienthal (Ahr)              | Kloster Marienthal         |      | I/p     | 10       | Zuschreibung (oder Christian Ludwig König); nach 1803 umgesetzt nach Aremberg, Pfarrkirche (Foto); dort erhalten                                                         |
| 1752–1754 | Erkelenz-Lövenich             | katholische Pfarrkirche    |      | I/P     | 11       | 1794 durch französische Soldaten geplündert |
| 1753–1756 | Menden                        | St. Vincenz                |      | II/P    | 17       | von Ludwig und Nikolaus König 1757 vollendet; nicht erhalten |